# 德雷特山
46°34′56.5″N 7°49′25.9″E / 46.582361°N 7.823861°E
德雷特山（Drättehorn），是瑞士的山峰，位於該國中西部，由伯恩州負責管轄，屬於伯爾尼山的一部分，處於希爾特峰以北，海拔高度2,794米，每年平均降雨量1,703毫米。